# کوجی موریموتو
کوجی موریموتو (森本晃司 Morimoto Kōji) زاده ۲۶ دسامبر ۱۹۵۹ یکی از اولین کارگردانان انیمیشن است.